# Cautethia spuria
Espèce
Cautethia  spuria est une espèce d’insectes lépidoptères de la famille des Sphingidae, de la sous-famille des Macroglossinae, de la tribu des Dilophonotini et du genre Cautethia.

## Description

### L'Imago
La face supérieure de l'aile antérieure est gris argenté pâle avec des marques noires. Chez certains individus, la base de l'aile est très sombre. La face supérieure de l'aile postérieure est jaune foncé avec une bordure noire qui couvre plus de la moitié de l'aile. Le revers est plus terne.
L'espèce est très similaire à Cautethia Yucatan, dont elle se distingue par une plus grande dimension, et par l’aile antérieure plus longue et pointue au sommet.
L'envergure est de 35-45 mm.

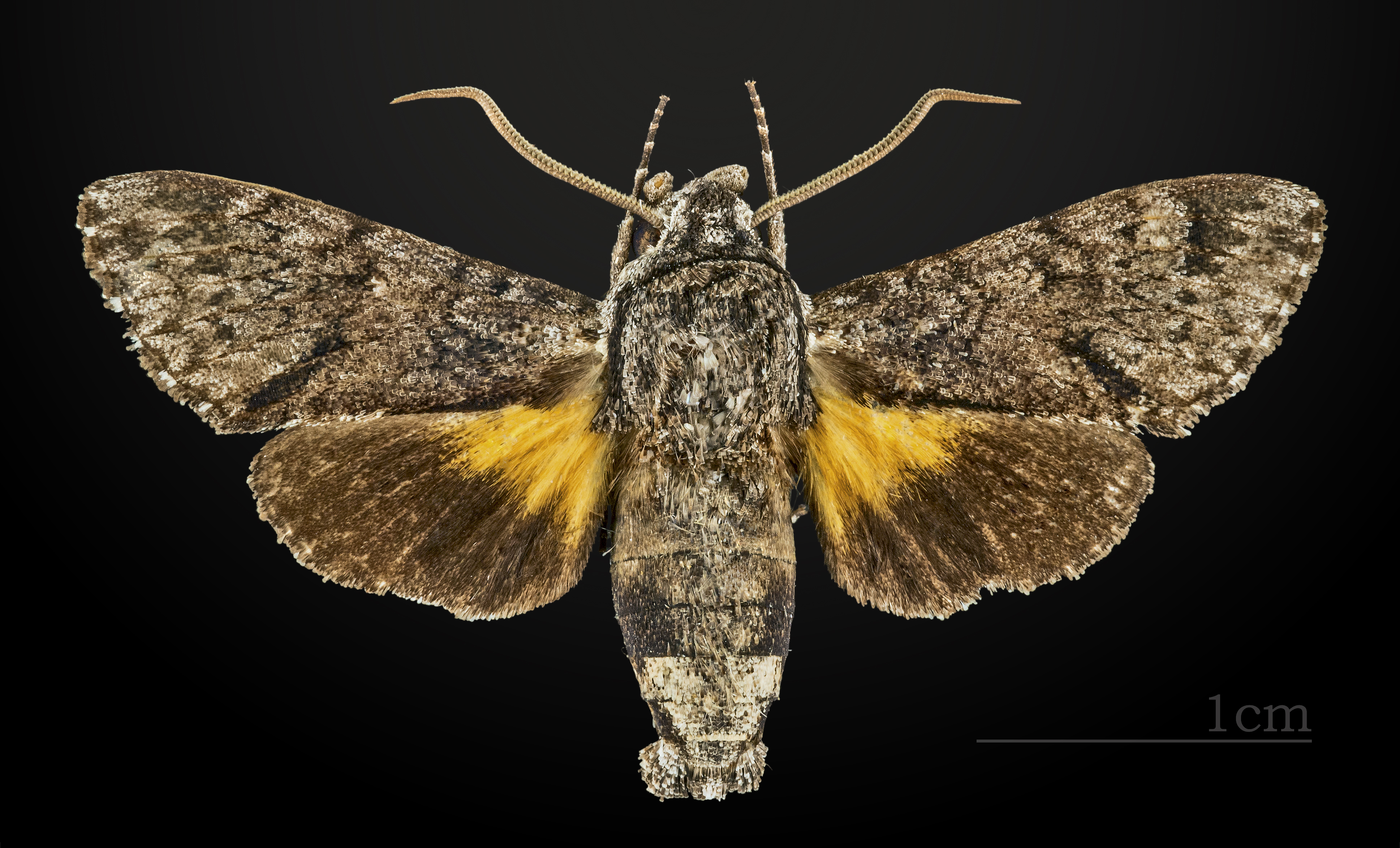
Face dorsale ♂ Muséum de Toulouse
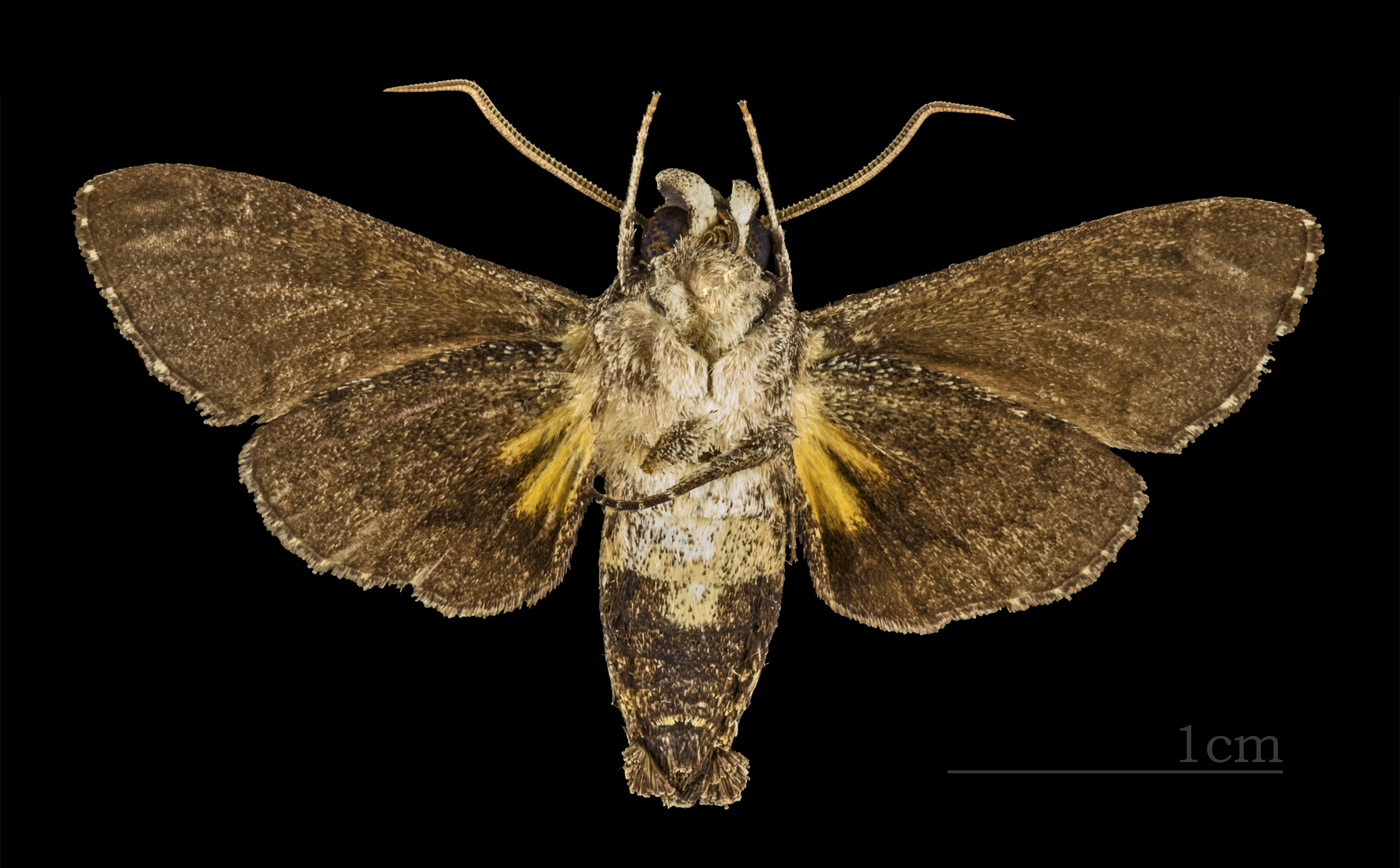
Revers ♂ Muséum de Toulouse

### Les œufs
Les œufs sont sphériques et verdâtres.

### La chenille
La chenille est vert pâle, avec un long "croissant" brunâtre caudal. Au fur et à mesure de stades de développement la couleur devient plus sombre jusqu'au rouge-brun, sauf sur la tête et sur la dernière partie de l'abdomen.

### La nymphe
Les nymphes sont trouvées dans des cocons à faible profondeur dans les sous-bois. Ce stade dure de 14 jours à un mois.

## Biologie
Au cours de l'accouplement, les femelles attirent les mâles par une phéromone libérée par une glande, située dans l'abdomen. Les adultes des deux sexes sont attirés par la lumière, mais surtout les mâles. Il y a plusieurs générations par an. 

### Période de vol
L'espèce est pluriannuelle au Costa Rica, au Mexique et dans le sud du Texas. Les spécimens adultes peuvent être capturés pendant tous les mois de l'année.

### Alimentation
Les adultes se nourrissent du nectar des fleurs.
Les chenilles se nourrissent de Coutarea hexandra, Chiococca alba, Chiococca pachyphylla et probablement d'autres Rubiaceae.

## Distribution et habitat
Distribution
Mexique (Localité type), Belize (Cayo, Tolède), Nicaragua (Managua, Carazo, Granada et Rivas probablement), Costa Rica (Guanacaste, Puntarenas, Limón, Alajuela, San José), et le sud des États-Unis (Texas et Oklahoma).
Habitat
il est représenté par les forêts et les zones boisées des régions tropicales et subtropicales.

## Systématique
L’espèce Cautethia spuria  a été décrite par l'entomologiste français Jean-Baptiste Alphonse Dechauffour de Boisduval en 1875  sous le nom initial d'Oenosandia spuria.

### Synonymie
- Oenosandia spuria, (Boisduval, 1875) [2] Protonyme

### Taxinomie
Pas de sous-espèce décrite.